# مارك إليس (لاعب كريكت)
مارك إليس (19 مايو 1962 في المملكة المتحدة - ) (بالإنجليزية: Mark Ellis)‏ هو لاعب كريكت بريطاني. لعب مع Norfolk County Cricket Club ‏.

## وصلات خارجية
- مارك إليس على موقع إي آس بي آن كريك إنفو (الإنجليزية)